# Ochthebius difficilis
Ochthebius difficilis es una especie de escarabajo del género Ochthebius, familia Hydraenidae. Fue descrita científicamente por Mulsant en 1844.
Se distribuye por Turquía. Mide 1,6 milímetros de longitud. Se ha encontrado a altitudes de hasta 1200 metros.